# Faille d'Atacama

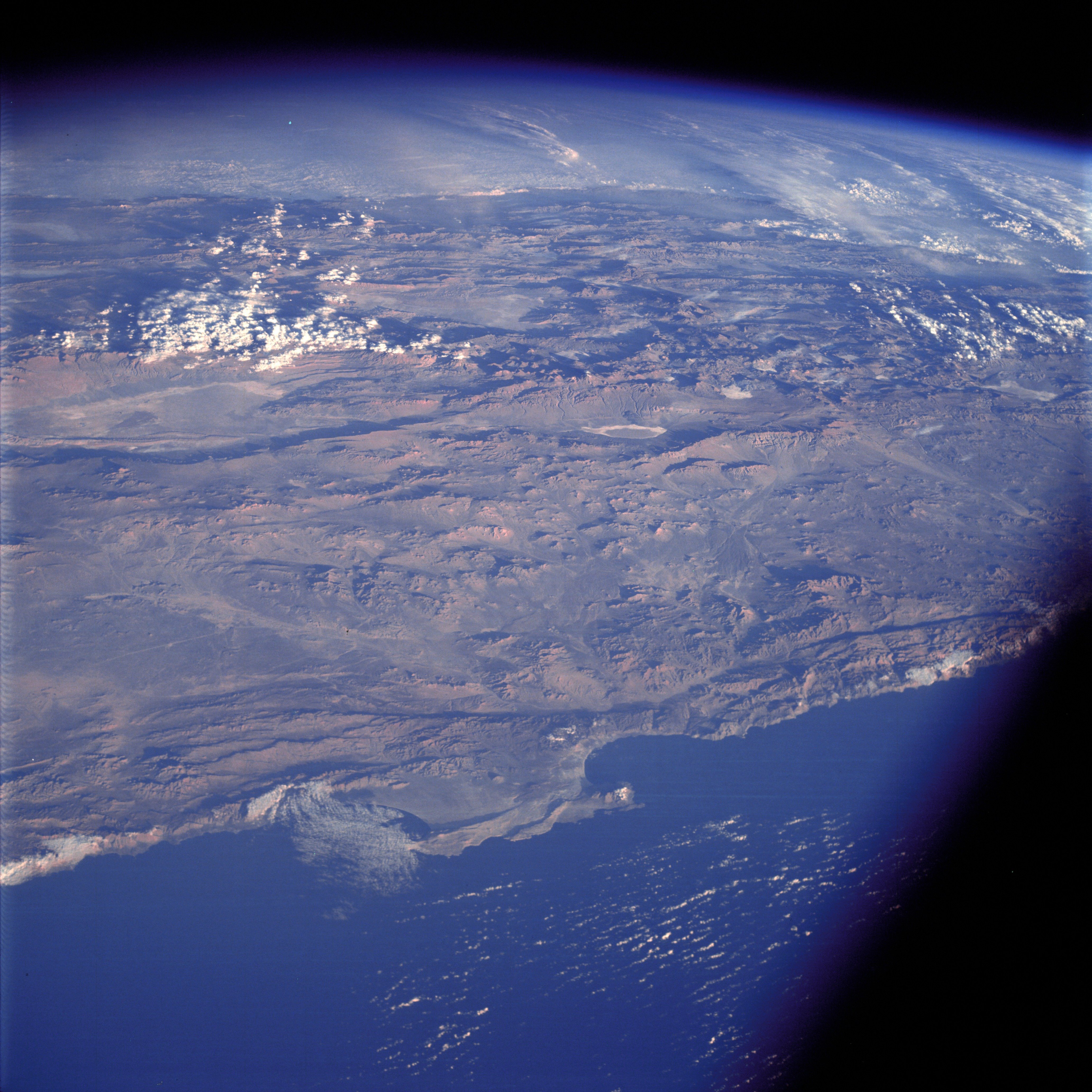
Image satellite montrant le désert d'Atacama et la faille d’Atacama parallèle à la côte, près d’Antofagasta et de la péninsule de Mejillones

La zone de faille d'Atacama (AFZ) est un vaste système de failles traversant la cordillère côtière chilienne dans le nord du Chili, entre la cordillère des Andes et l’océan Pacifique. Le système de failles est orienté Nord-Sud et s’étend sur plus de 1 100 km au nord et jusqu’à 50 km de largeur à travers la région andine de l’avant-arc. La zone est le résultat direct de la subduction continue de la plaque de Nazca, se déplaçant vers l’est, sous la plaque sud-américaine. On pense qu’elle s’est formée au début du Jurassique au début de l’orogenèse andine. La zone peut être divisée en 3 régions : le Nord, le Centre et le Sud.

## Histoire et formation tectoniques
L’AFZ a traversé des périodes d’inactivité et de réactivation depuis sa création au Crétacé. La série de failles a été formée par une série complexe de régimes tectoniques remontant au Jurassique inférieur, lorsque le bassin de l’arc arrière andin s’est séparé de l’océan Pacifique. Une déformation ductile intra-arc s’est produite au Jurassique supérieur, créant des zones de cisaillement mylonitique frappantes vers le nord. Une ceinture s’est formée par un régime de compression au début du Crétacé, suivi d’une compression du sous-sol andin au milieu du Crétacé. Il y a eu un régime d’extension de l’Oligocène au Miocène, et finalement de grandes réactivations fragiles ont eu lieu du Miocène à nos jours.

## Géologie régionale
La zone de faille pénètre dans la cordillère côtière chilienne à travers des terranes allongés nord-sud de roches ignées du Jurassique au début du Crétacé. La région a été formée par arc-magmatisme et est composée principalement de tufs andésitiques et de laves avec de grands batholites de diorite. Dans les branches orientales de la faille, des gisements de porphyre de cuivre du Crétacé sont associés à des intrusions dioritiques et dacitiques. Ces gisements de cuivre porphyrique sont mal connus, constituant ainsi de nouvelles sources possibles pour l’extraction du cuivre. Certaines zones de la province de l’Igneou sont recouvertes de terranes de roches clastiques continentales et de calcaires marins. L’activité passée et récente des failles a retravaillé une partie de la roche environnante, formant des zones de roches déformées ductilement, qui peuvent être classées en deux types : les roches plutoniques du Crétacé (tonalites), déformées dans des conditions de faciès métamorphique schiste vert, et les roches métamorphiques des volcans jurassiques, qui comprennent les roches intrusives (diorites, gabbros et tonalites) et les grauwackes paléozoïques formés dans des conditions de faciès mi-amphibolite.
De Chañaral au sud, le système de faille coïncide en étendue avec la ceinture ferrifère chilienne, une série de gisements de fer allant jusqu’à El Romeral à côté de La Serena. On pense que la faille d’Atacama a agi comme une faille transcrustale qui a permis au magma de minerai de fer fondu de migrer depuis son lieu d’origine dans le manteau terrestre vers une zone peu profonde de la croûte, puis atteindre la surface lors d’éruptions volcaniques d’oxyde de fer. La roche résultante après refroidissement de ces magmas est l’oxyde de fer-apatite.

## Mécanique des failles
De par le régime tectonique en extension qui caractérise la région, le système de failles est dominé par des failles normales, dont la plupart sont orientées nord-sud et plongent d’environ 60 degrés vers l’est. Bien que la cinématique soit principalement normale, il existe des zones mylonitiques formées par décrochement pur à l’est indiquant l'existence passée d’un mouvement décrochant senestre.
La direction générale du système de faille est nord-sud, bien que l’activité de faille varie entre les 3 régions de l’AFZ. La région nord englobe la faille majeure du Salar del Carmen qui divise la région en un domaine occidental, avec de grandes failles actives orientées N160 à N170, et un domaine oriental avec des failles principalement inactives recouvertes de dépôts quaternaires. Dans la région centrale, la chaîne côtière est délimitée par la faille de Remiendo orientée du Nord-Sud avec d’anciens escarpements de faille dans la zone orientale de la région. Dans la région sud, la chaîne côtière est délimitée par la faille El Salado, qui s’étend vers le nord, et est coupée au nord par des failles décrochantes de Taltal, de direction N130°.